# تاریخ عمومی ترک‌ها
تاریخ عمومی ترک‌ها نوشته ریچارد نولز تاریخ‌دان انگلیسی یکی از اولین تحقیقات پیرامون تاریخ امپراطوری عثمانی در اروپاست که در سال ۱۶۰۳ انتشار یافت.